# Gelbflankenspecht
Der Gelbflankenspecht (Celeus grammicus) ist eine Vogelart aus der Familie der Spechte (Picidae). Dieser kleine und insgesamt überwiegend dunkel kastanienbraune Specht hat ein großes Verbreitungsgebiet im tropischen Südamerika. Die Art bewohnt ein recht breites Spektrum von Waldgesellschaften von primären Regenwäldern, feuchtem Terra Firme und Várzea bis hin zu Sekundärwäldern und Savannen mit nur einzelnen Bäumen. Über die Lebensweise der Art ist sehr wenig bekannt. Die überwiegend in der mittleren und oberen Baumschicht gesuchte Nahrung besteht soweit bekannt aus Ameisen und Früchten.
Die Art gilt als wenig häufig, der Weltbestand wird jedoch als stabil eingeschätzt und ernsthafte Gefährdungen sind derzeit nicht erkennbar. Der Gelbflankenspecht wird von der IUCN daher als ungefährdet („least concern“) eingestuft.

## Beschreibung
Gelbflankenspechte sind kleine Spechte mit einer recht langen Haube. Der Schnabel ist recht kurz, leicht meißelförmig zugespitzt, am First nach unten gebogen und an der Basis schmal. Die Körperlänge beträgt etwa 23–24 cm, das Gewicht 63–87 g. Diese Spechte sind damit etwa so groß und schwer wie ein Buntspecht. Die Art zeigt hinsichtlich der Färbung einen recht deutlichen Geschlechtsdimorphismus.
Bei Männchen der Nominatform C. g. grammicus ist fast die gesamte Oberseite einschließlich Schulterfedern, Oberflügeldecken und Schirmfedern auf rötlich-kastanienbraunem Grund schmal schwarz gebändert. Der Bürzel ist hell grünlich-gelb bis hell gelbbeige und ungezeichnet und zeigt selten einige Federn mit roten Spitzen. Die Oberschwanzdecken sind einfarbig rötlich-kastanienbraun und gelegentlich leicht dunkel gebändert. Die überwiegend schwärzlichen Schwingen sind an der Basis grünlich gelb und zeigen schmale rotbraune Säume und Spitzen. Die Steuerfedern sind oberseits braunschwarz mit kastanienbraunen Säumen und gelegentlich auch mit vollständig kastanienbraunen Basen.
Die gesamte Unterseite des Rumpfes ist dunkel rötlich-kastanienbraun, nur die Flanken sind viel heller und gelblich beige. Die Brust zeigt auf diesem Grund eine breite schwarze Bänderung oder Pfeilspitzenzeichnung, diese Zeichnung wird auf der unteren Brust schmaler und der Bauch ist nur noch spärlich dunkel gefleckt. Die Unterflügel sind mattbraun mit heller gelblichen Unterflügeldecken und Schwingenbasen. Der Unterschwanz ist braun oder gelblich braun mit zimtfarbenen Federbasen.
Stirn, Oberkopf und Haube sind auf rötlich-kastanienbraunem Grund in variabler Stärke schwarz gestrichelt. Zügelregion und Ohrdecken sind einfarbig rötlich-kastanienbraun. Die Wangen und der Bartstreif sind leuchtend rot, die Rotfärbung ist bis auf die vorderen Ohrdecken ausgedehnt. Kinn, Kehle und Halsseiten sind auf kastanienbraunem Grund schwarz gebändert, der Nacken ist wie der Rücken auf rötlich-kastanienbraunem Grund schmal schwarz gebändert.
Der Schnabel ist grünlich bis gelbgrün oder elfenbeinfarben. Beine und Zehen sind dunkel grüngrau bis grau. Die Iris ist rot.
Weibchen fehlen die roten Partien an den Kopfseiten, diese Bereiche sind wie der übrige Kopf rötlich-kastanienbraun.

## Lautäußerungen
Der häufigste Ruf ist ein lautes, pfeifendes und etwas nasales „curry-kuuu“ oder „doit-gua“. Außerdem ist ein sehr lautes und metallisches „Pring-Pring!“ beschrieben, das bis zu viermal wiederholt wird. Ob die Art trommelt, ist offenbar bisher nicht bekannt.

## Verbreitung und Lebensraum

Verbreitungsgebiet

Dieser Specht hat ein großes Verbreitungsgebiet im westlichen und zentralen Amazonasbecken im tropischen Südamerika. Das Areal reicht in Nord-Süd-Richtung vom Südwesten Venezuelas über den Südosten Kolumbiens, den Osten Ekuadors und den Südosten Perus bis Bolivien. Nach Osten erstreckt sich das Verbreitungsgebiet der Art vom zentralen Süden Venezuelas über den Nordwesten Brasiliens bis Santarem, bis zum Rio Tapajós und bis in den Norden von Mato Grosso. Die Größe des Gesamtverbreitungsgebietes wird auf 3,99 Mio. km² geschätzt.
Gelbflankenspechte sind weitgehend auf das Hügelland beschränkt und kommen in 100–900 m Höhe vor, lokal auch noch bis 1140 m.

## Systematik
Der Gelbflankenspecht bildet nach Winkler et al. eine Superspezies mit dem Olivbürzelspecht (Celeus undatus). Winkler et al. erkennen vier Unterarten an, von denen drei wenig differenziert sind:
- Celeus g. grammicus  (Natterer & Malherbe, 1845) – Nördlicher Teil des Verbreitungsgebietes, von Venezuela bis in den Nordosten Perus. Die Nominatform ist oben beschrieben.
- Celeus g. verreauxi  (Malherbe, 1858) – Osten Ekuadors und angrenzender Nordosten Perus. Sehr ähnlich Nominatform, aber Unterseite viel weniger stark gebändert.
- Celeus g. subcervinus  Todd, 1937 – Südlich des Amazonas bis Mato Grosso. Ähnlich Nominatform, aber Bürzel und Flanken ohne Gelbton und mehr zimtfarben bis beige.
- Celeus g. latifasciatus  Seilern, 1936 – Südosten Perus, Norden Boliviens und Oberlauf des Rio Madeira in Brasilien. Färbung deutlich von den übrigen Unterarten abweichend. Oberseite sehr hell zimtfarben und gelbe oder beige Federbasen sichtbar. Bürzel sehr hell, oberer Rücken breit gebändert, auch Grundfarbe der Unterseite heller.

## Lebensweise
Zur Lebensweise der Art liegen nur sehr wenige Angaben vor. Gelbflankenspechte werden gelegentlich in kleinen Gruppen mit drei bis vier Individuen angetroffen und schließen sich häufig gemischten Vogelschwärmen an. Die überwiegend in der mittleren und oberen Baumschicht gesuchte Nahrung besteht soweit bekannt aus Ameisen und Früchten. Die Nahrung wird häufig an Stämmen oder Starkästen, aber auch an Ranken gesucht. Die Spechte hacken schnell und erlangen Nahrungsobjekte auf Rinde durch Sondieren und Ablesen.
Die Fortpflanzung erfolgt in Venezuela und wahrscheinlich auch im gesamten westlichen Verbreitungsgebiet von Februar bis April. Vermutlich brütet die Art in Brasilien etwas später. Weitere Angaben zur Brutbiologie gibt es bisher nicht.

## Bestand und Gefährdung
Schätzungen zur Größe des Weltbestandes liegen bisher nicht vor. Die Art gilt als wenig häufig, der Weltbestand wird jedoch als stabil eingeschätzt und ernsthafte Gefährdungen sind derzeit nicht erkennbar. Der Gelbflankenspecht wird von der IUCN daher als ungefährdet („least concern“) eingestuft.